# 安多里尼亚
安多里尼亚（葡萄牙語：Andorinha）是巴西巴伊亚州的一个市镇。总面积1207.68平方公里，总人口13437人，人口密度11.1人/平方公里。